# Congrés Jueu Americà
El Congrés Jueu Americà (en anglès: American Jewish Congress) es descriu a si mateix com una associació de jueus nord-americans organitzats per defensar interessos jueus al seu país i a l'estranger a través de la promoció de polítiques públiques, utilitzant la diplomàcia, la legislació i els tribunals. De la mateixa manera que el Congrés Jueu Americà, una altra institució important a la vida jueva dels EUA és el Comitè Jueu Americà (American Jewish Committee). Sovint se'l coneix per les inicials AJC. Per facilitar la diferenciació, se solen nomenar AJCongress i AJCommittee.